# Списак политичко-територијалних промена у свету током историје
Списак политичко-територијалних промена промена у свету током историје (Списак укључује формирање нових држава или нових административних јединица у оквиру постојећих држава, као и друге значајне територијално-политичке промене).

## 1217
- Успостављена краљевина Србија.

## 1346
- Успостављено Српско царство.

## 1402
- Успостављена Српска деспотовина.

## 1459
- Српску деспотовину осваја Османско царство.

## 1718
- Успостављена хабзбуршка краљевина Србија.

## 1739
- Хабзбуршку краљевину Србију осваја Османско царство.

## 1804
- Успостављена Карађорђева Србија.

## 1813
- Карађорђеву Србију осваја Османско царство.

## 1815
- Успостављена Кнежевина Србија.

## 1829
- Влашка добија статус аутономне државе.
- Молдавија добија статус аутономне државе.

## 1830
- Независност Грчке.

## 1848
- Формирана Српска Војводина.

## 1849
- Укинута Српска Војводина, уместо ње формирано Војводство Србија и Тамишки Банат.

## 1852
- Успостављена Књажевина Црна Гора.

## 1859
- Уједињење Влашке и Молдавије у јединствену државу - Уједињене кнежевине Влашка и Молдавија.

## 1860
- Укинуто Војводство Србија и Тамишки Банат.

## 1861
- Уједињене кнежевине Влашка и Молдавија мењају име у Румунија.

## 1867
- Аустријско царство се трансформише у Аустроугарску.
- Укинута Кнежевина Трансилванија.
- Краљевина Хрватска и Краљевина Славонија се уједињују у Краљевину Хрватску и Славонију.

## 1873
- Укинута Банатска Крајина.

## 1878
- Кнежевина Србија постаје независна држава.
- Књажевина Црна Гора постаје независна држава.
- Румунија постаје независна држава.
- Бугарска добија аутономију у оквиру Османског царства.
- Источна Румелија добија аутономију у оквиру Османског царства.
- Аустроугарска окупира Босну и Херцеговину и Новопазарски санџак.

## 1881
- Проглашена Краљевина Румунија.

## 1882
- Проглашена Краљевина Србија.
- Укинуте хрватска и славонска војна граница.

## 1885
- Источна Румелија се уједињује са Бугарском.

## 1908
- Аустроугарска анектира Босну и Херцеговину.
- Новопазарски санџак се враћа под контролу Османског царства.

## 1910
- Проглашена Краљевина Црна Гора.

## 1912
- Територијално проширење Србије, Црне Горе, Бугарске и Грчке.

## 1913
- Формирана држава Албанија.

## 1918
- Распад Аустроугарске - формирају се независне државе Аустрија и Мађарска.
- Проглашена Банатска република.
- Проглашена Држава Словенаца, Хрвата и Срба.
- Проглашена покрајина Банат, Бачка и Барања, која проглашава прикључење Краљевини Србији.
- Срем проглашава прикључење Краљевини Србији.
- Црна Гора проглашава прикључење Краљевини Србији.
- Уједињење Краљевине Србије и Државе Словенаца, Хрвата и Срба у Краљевину Срба, Хрвата и Словенаца.
- Уједињење Трансилваније са Румунијом.
- Независност Чехословачке.

## 1922
- Административна подела Краљевине Срба, Хрвата и Словенаца на 33 области.

## 1929
- Краљевина Срба, Хрвата и Словенаца мења име у Краљевина Југославија, земља се дели на 9 бановина: дравску, савску, приморску, врбаску, дринску, зетску, дунавску, моравску и вардарску, док град Београд добија статус посебног дистрикта.

## 1938
- Немачка анектира Аустрију и пограничне делове Чехословачке.
- Мађарска анектира пограничне делове Чехословачке.
- Пољска анектира мали погранични део Чехословачке.

## 1939
- Формирана Бановина Хрватска.
- Окупација и подела Чехословачке - Словачка постаје номинално независна, формира се протекторат Бохемија и Моравска који анектира Немачка, проглашена независна Карпато-Украјина, коју окупира и анектира Мађарска.
- Окупација и подела Пољске између Немачке, Совјетског Савеза и Литваније, на делу пољске територије под немачком окупацијом формира се протекторат познат као Генерално губернаторство.
- Немачка анектира пограничне делове Литваније.
- Италија анектира Албанију и претвара је у свој протекторат.

## 1940
- Совјетски Савез анектира Литванију, Летонију и Естонију и претвара их у своје совјетске републике.
- Совјетски Савез анектира делове Румуније.
- Мађарска анектира делове Румуније.
- Бугарска анектира делове Румуније.

## 1941
- Окупација и подела Краљевине Југославије - формирају се три протектората сила Осовине: Подручје Војног заповедника у Србији, Црна Гора и Независна Држава Хрватска. У оквиру Србије формира се аутономни Банат. Остатак Југославије окупирају и анектирају суседне државе: Немачка, Италија, Мађарска и Бугарска.
- Формирана краткотрајна Ужичка република.
- Окупација и подела Грчке - делове директно анектирају Италија и Бугарска, док је остатак земље стављен под немачко-италијанску окупацију.
- Немачка окупира делове Совјетског Савеза, део територије анектира директно, док на другим подручјима формира протекторате Украјину и Остланд.
- Румунија анектира делове Совјетског Савеза.
- Финска анектира делове Совјетског Савеза.

## 1943
- Капитулација Италије - делове њене територије анектирају Немачка и Независна Држава Хрватска, протекторате Црну Гору и Албанију окупира Немачка.

## 1944
- Укидање протектората Србије и Црне Горе, почетак обнове Југославије, почетак успостављања Србије, Црне Горе, Македоније, Босне и Херцеговине, Хрватске, Војводине и Косова и Метохије као административних јединица нове Југославије.

## 1945
- Укидање Независне Државе Хрватске, званично проглашење Демократске Федеративне Југославије као федерације 6 република - Србије, Црне Горе, Македоније, Босне и Херцеговине, Хрватске и Словеније, прикључење Војводине и Косова и Метохије Србији. Демократска Федеративна Југославија касније исте године мења име у Федеративна Народна Република Југославија.

## 1963
- Федеративна Народна Република Југославија мења име у Социјалистичка Федеративна Република Југославија.

## 1974
- Војводина и Косово и Метохија добијају широку аутономију и постају федерални субјекти Југославије, иако и даље остају у саставу Србије.

## 1990
- Нови устав Србије умањује аутономију САП Војводине и САП Косова и Метохије и укида им статус федералних субјеката Југославије.
- Уједињење Немачке (Западна Немачка и Источна Немачка се уједињују у јединствену државу).
- Уједињење Јемена (Арапска Република Јемен и Демократска Република Јемен се уједињују у јединствену државу).
- Независност Литваније, Летоније и Белорусије од Совјетског Савеза.
- Независност Намибије од Јужне Африке.
- Придњестровље проглашава независност од Молдавије.
- Бугенвил проглашава независност од Папуе Нове Гвинеје.
- Формиран аутономни регион Муслимански Минданао на Филипинима.

## 1991
- Независност Словеније и Хрватске од Југославије.
- Проглашена независна Република Српска Крајина на делу територије Хрватске.
- Југословенска народна армија заузима полуострво Превлака на југу Хрватске.
- Расформиран Совјетски Савез - независност Грузије, Естоније, Украјине, Молдавије, Азербејџана, Киргистана, Узбекистана, Таџикистана, Јерменије, Туркменистана, Русије и Казахстана.
- Јужна Осетија проглашава независност од Грузије.
- Гагаузија проглашава независност од Молдавије.
- Сомалиланд проглашава независност од Сомалије.
- Аутономна република Чечено-Ингушетија у Русији расформирана и подељена на фактички независну државу Чеченију и Ингушетију (формирану 1992. године), која остаје у саставу Руске федерације.
- Аутономна област Карачајево-Черкезија у Русији уздигнута у статус републике.
- Аутономна област Адигеја у Русији уздигнута у статус републике.
- Аутономни округ Чукотка се одваја од Магаданске области и постаје засебан федерални субјект Руске Федерације.
- Република Руске федерације, Северна Осетија, мења име у Северна Осетија-Аланија.
- Аџарија постаје фактички независна од Грузије.
- Република Нахчиван постаје фактички независна од Азербејџана.
- Јужни Курдистан постаје фактички независтан од Ирака.
- Формиране државе Јобе, Тараба, Адамава, Коги, Енугу, Абиа, Осун, Делта, Едо, Кеби и Џигава у Нигерији.

## 1992
- Независност Републике Босне и Херцеговине и Македоније од Југославије.
- Престанак постојања Социјалистичке Федеративне Републике Југославије - проглашена Савезна Република Југославија.
- Проглашена независна Република Српска на делу територије Босне и Херцеговине.
- Полуострво Превлака демилитаризовано и стављено под контролу Уједињених нација.
- Абхазија проглашава независност од Грузије.
- Нагорно-Карабах проглашава независност од Азербејџана.
- Крим проглашава самоуправу и постаје фактички независтан од Украјине.

## 1993
- Проглашена независна Хрватска Република Херцег-Босна на делу територије Босне и Херцеговине.
- Проглашена Аутономна Покрајина Западна Босна на делу територије Босне и Херцеговине.
- Формирана међународна организација Европска унија.
- Расформирана Чехословачка - независност Чешке и Словачке.
- Независност Еритреје од Етиопије.
- Република Нахчиван интегрисана у политички систем Азербејџана.
- Република Талиш-Муган проглашена на југу Азербејџана, али је исте године уништена акцијом азербејџанских власти.

## 1994
- Формирана Федерација Босне и Херцеговине на делу територије Босне и Херцеговине. Хрватска Република Херцег-Босна се интегрише у Федерацију Босне и Херцеговине и престаје да постоји, а федерација се званично дели на 10 кантона: Унско-Сански, Посавски, Тузлански, Зеничко-Добојски, Босанскоподрињски, Средњобосански, Херцеговачко-Неретвански, Западнохерцеговачки, Сарајевски и Херцегбосански. Данашње границе кантона одређене су Дејтонским споразумом из 1995. године.
- Формирана Палестинска Самоуправа на делу палестинских територија Западне Обале и Појаса Газе.
- Независност Палауа од Сједињених Америчких Држава.
- Фактички независна Гагаузија интегрисана у Молдавију као аутономна територија.
- Јужноафричка енклава Валвис Беј постала део Намибије.
- Фактички независне државе Бопутатсвана, Цискеј, Транскеј и Венда се интегришу у Јужну Африку.
- Од некадашње четири провинције Јужне Африке (Кејп, Натал, Трансвал, Слободна држава Орање), формирано је девет: Западни Кејп, Северни Кејп, Источни Кејп, Фри Стејт, Северозапад, Квазулу-Натал, Мпумаланга, Гаутенг, Лимпопо.
- Фактички независна држава Качин интегрисана у политички систем Мјанмара као једна од његових држава.

## 1995
- Република Српска Крајина војно поражена и расформирана, а већи део њене територије укључен у састав Хрватске. Мањи, источни, део Републике Српске Крајине познат као Сремско-Барањска област долази под управу Уједињених нација.
- Аутономна Покрајина Западна Босна постаје Република Западна Босна, али је исте године војно поражена и расформирана, а њена територија укључена у Федерацију Босне и Херцеговине.
- Потписан Дејтонски споразум, према којем се држава Босна и Херцеговина састоји из два ентитета, Републике Српске и Федерације Босне и Херцеговине.
- Аустрија, Шведска и Финска приступају Европској унији.
- Крим се интегрише у Украјину као аутономна република.
- Етиопија трансформисана у федералну државу, у оквиру које је формирано 9 етничких региона - Регион Афар, Регион Амхара, Регион Бенишангул-Гумуз, Регион Гамбела, Регион Харари, Регион Оромија, Регион Сомали, Регион јужних нација, националности и народа, Регион Тиграј, као и две територије са статусом града - Адис Абеба и Дире Дава.

## 1996
- Формиране државе Гомбе, Бајелса, Ебонји, Замфара, Насарава и Екити у Нигерији.

## 1997
- Име државе Заир промењено у Демократска Република Конго.
- Име државе Западна Самоа промењено у Самоа.
- Британска колонија Хонгконг постала део Кине.
- Анжуан проглашава независност од Комора.
- Мохели постају фактички независни од Комора.
- Бугенвил се интегрише у политички систем Папуе Нове Гвинеје као аутономни регион.
- У Ирану формирана покрајина Голестан, од дела покрајине Мазендеран.

## 1998
- Сремско-Барањска област интегрисана у Хрватску.
- Мохели се интегришу у политички систем Комора.
- Формирана држава Џубаланд на делу територије Сомалије.
- Формирана држава Пунтланд на делу територије Сомалије.

## 1999
- Српска покрајина Косово и Метохија долази под управу Уједињених нација (УНМИК).
- Основано Српско национално веће Северног Косова, које управља Северним Косовом независно од нових привремених институција самоуправе.
- Португалска колонија Макао постала део Кине.
- Америчка територија Зона Панамског Канала постала део Панаме.
- Формирана територија Нунавут у Канади.

## 2000
- Успостављен Дистрикт Брчко на делу територије Босне и Херцеговине.
- Формиране државе Чатисгар, Утараканд и Џарканд у Индији.
- Фактички независна Чеченија војно поражена од стране Русије и, са статусом републике, интегрисана у Руску федерацију.
- У Русији формирано седам федералних округа: Средишњи, Јужни, Северозападни, Далекоисточни, Сибирски, Уралски и Поволшки.

## 2001
- Канадска покрајина Њуфаундленд мења име у Њуфаундленд и Лабрадор.

## 2002
- Степен аутономије Војводине повећан доношењем Омнибус закона.
- Полуострво Превлака интегрисано у Хрватску.
- Формирана међународна организација Афричка Унија.
- Независност Источног Тимора од Индонезије.
- Фактички независна држава Анжуан се интегрише у политички систем Комора као аутономна територија.
- Формирана држава Југозападна Сомалија на делу територије Сомалије.

## 2003
- Савезна Република Југославија трансформисана у државну заједницу Србија и Црна Гора.
- У Косовској Митровици основана Заједница српских општина и насеља Косова и Метохије у чији састав улазе Северно Косово и српске енклаве јужно од Ибра.
- Јужни Курдистан интегрисан у политички систем Ирака као аутономна федерална јединица.
- Формирана покрајина Западна Папуа од западног дела покрајине Папуа у Индонезији.

## 2004
- Малта, Кипар, Словенија, Естонија, Летонија, Литванија, Пољска, Чешка, Словачка и Мађарска приступају Европској унији.
- Грузија извршила војну инвазију на Аџарију и интегрисала је у свој политички систем.
- Држава Пунтланд интегрисана у Прелазну Федералну Владу Сомалије као једна од федералних јединица Сомалије.
- Покрајина Хорасан у Ирану подељена у три нове, мање, покрајине: Северни Хорасан, Резави Хорасан и Јужни Хорасан.

## 2005
- Израел окончао окупацију Појаса Газе, који тада долази под потпуну палестинску управу.
- Формирана аутономна држава Јужни Судан у Судану.
- Формиран Пермски крај у Русији (Формиран је уједињењем Пермске области и Коми-Пермјачког аутономног округа).
- Држава Западни Кордофан у Судану расформирана, а њена територија подељена између држава Северни Кордофан и Јужни Кордофан.
- Држава Југозападна Сомалија престаје да постоји.

## 2006
- Расформирана Србија и Црна Гора - независност Србије и Црне Горе.
- Држава Џубаланд (на делу територије Сомалије) војно поражена и уништена од стране Уније исламских судова.
- Држава Југозападна Сомалија интегрисана у Прелазну Федералну Владу Сомалије.
- Формирана држава Галмудуг на делу територије Сомалије.

## 2007
- Румунија и Бугарска приступају Европској унији.
- Формирана прелазна управа регије Дарфур у Судану.
- Формиран Камчатски крај у Русији (Формиран је уједињењем Камчатске области и Корјачког аутономног округа).
- Евенкијски и Тајмирски аутономни округ у Русији губе статус федералних субјеката и спајају се са Краснојарским крајем.
- Свети Бартоломеј и Свети Мартин добили статус прекоморских колективитета Француске (до тада су били део француске прекоморске територије Гваделуп).
- Организација Хамас преузима потпуну контролу над Појасом Газе, који постаје фактички независтан од остатка Палестине.
- Формирана држава Макир на делу територије Сомалије.
- Расформирана Североисточна провинција Шри Ланке и уместо ње формиране две нове провинције: Северна провинција и Источна провинција.

## 2008
- Република Косово проглашава независност од Србије.
- У Косовској Митровици основана Скупштина Заједнице општина Аутономне покрајине Косово и Метохија која наслеђује Заједницу српских општина и насеља Косова и Метохије.
- Грузија извршила војну инвазију на Јужну Осетију, што доводи до руске војне интервенције и грузијског војног пораза, после чега Грузија губи контролу над деловима територије Јужне Осетије и Абхазије, које је до тада контролисала.
- Провинција Ха Тај у Вијетнаму уједињена са Ханојем.
- Нигеријска територија Полуострво Бакаси постала део Камеруна.
- Формиран Забајкалски крај у Русији (Формиран је уједињењем Читске области и Агинско-Бурјатског аутономног округа).
- Уст-ордински бурјатски аутономни округ у Русији губи статус федералног субјекта и спаја се са Иркутском облашћу.
- Формирана држава Нортланд на делу територије Сомалије.

## 2009
- Степен аутономије Војводине повећан усвајањем покрајинског статута и закона о преносу надлежности.
- У Србији усвојен закон којим је формирано седам статистичких региона: Војводина, Београд, Западни регион, Источни регион, Централни регион, Јужни регион, Косово и Метохија.
- Гренланд добио већи степен аутономије у оквиру Данске.
- Непризната држава Тамил Илам војно поражена од стране војске Шри Ланке и њена територија интегрисана у Шри Ланку.
- Државе Макир и Нортланд (на делу територије Сомалије) расформиране и њихове територије су прикључене држави Пунтланд.
- Територија Северна подручја у Пакистану променила име у Гилгит-Балтистан и добила самоуправу.

## 2010
- У Србији уместо седам формирано пет статистичких региона. Ово је постигнуто спајањем Централног и Западног региона у нови регион Шумадија и западна Србија, као и спајањем Јужног и Источног региона у нови регион Јужна и источна Србија.
- Северозападна гранична провинција у Пакистану променила име у Хајбер-Пахтунхва.
- У Русији формиран Севернокавкаски федерални округ од дела територије Јужног федералног округа.
- Држава Пунтланд се повлачи из учешћа у Федералној влади Сомалије.
- Обновљена држава Џубаланд на подручју јужне Сомалије.
- Расформирана холандска колонија Холандски Антили (званично имала статус конститутивне државе у саставу Краљевине Холандије). Острва Курасао и Свети Мартин, која су била део Холандских Антила добијају статус засебних конститутивних држава у саставу Краљевине Холандије (исти статус има и острво Аруба, које је иступило из Холандских Антила 1986. године), док острва Бонер, Свети Еустахије и Саба постају специјалне општине у саставу Холандије.

## 2011
- 9. јул - Јужни Судан проглашава независност од Судана.
- Држава Џубаланд на подручју јужне Сомалије мења име у Азанија.

## 2012
- 2. јануар - Република Мађарска мења име у Мађарска.
- Источна Либија проглашава аутономију у оквиру Либије.
- Проглашена независна држава Азавад на делу територије државе Мали, али ову државу исте године заузимају исламисти, којима циљ није независност Азавада већ претварање Малија у исламску државу.
- Формирана држава Хатумо на подручју северне Сомалије.
- Генерална скупштина ОУН-а признала државност Палестине.

## 2013
- Проглашена Република Бангсаморо на делу територије Филипина, али она исте године престаје да постоји.
- Проглашена аутономија Сиријског Курдистана у Сирији.
- Палестинска Народна Самоуправа званично преименована у државу Палестину.

## 2014
- формирани кантони Џезира, Кобани и Ефрин у Западном Курдистану.
- Аутономна Република Крим мења име у Република Крим, проглашава независност од Украјине и улази у састав Руске Федерације, као један од федералних субјеката.
- Град са специјалним статусом Севастопољ проглашава независност од Украјине и улази у састав Руске Федерације, као град са федералним статусом.
- Формиран Кримски федерални округ у Русији.
- Обновљена држава Југозападна Сомалија у Сомалији.
- Проглашена Доњецка народна република на подручју Доњецке области Украјине.
- Проглашена Луганска народна република на подручју Луганске области Украјине.
- Доњецка народна република и Луганска народна република се уједињују и формирају Новорусију.
- Формирана држава Телангана у Индији.
- Формирана Исламска Држава у Ираку и Сирији.
- Појас Газе се интегрише у државу Палестину.

## 2015
- Формирана Евроазијска економска унија.